# Angela Hauck

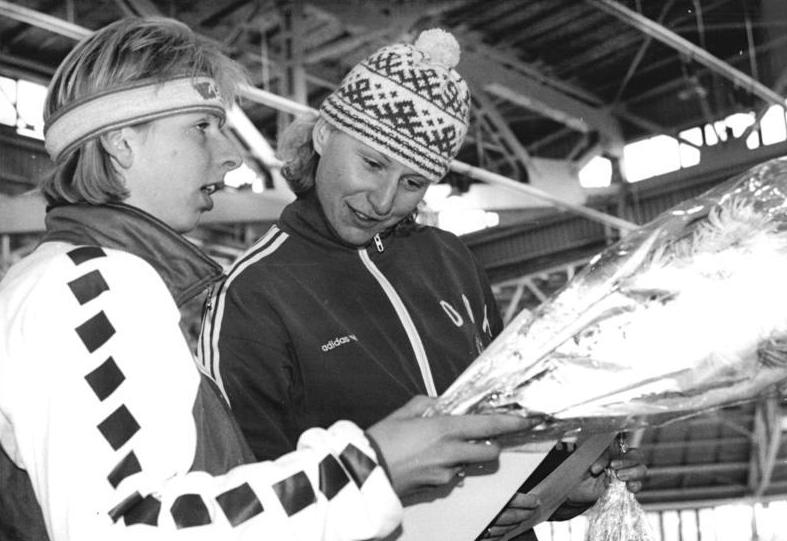
Hauck (rechts) mit der Niederländerin Christine Aaftink beim Weltcup am 25. November 1989 in Berlin

Angela Hauck (geborene Stahnke; * 2. August 1965 in Berlin) ist eine ehemalige deutsche Eisschnellläuferin.
Ihren größten Erfolg feierte sie 1990 bei den Sprint-Vierkampfweltmeisterschaften in Tromsø, als sie den Titel gewinnen konnte. Sie ist damit die letzte Eisschnelllaufweltmeisterin der DDR. Ihre beste Platzierung bei Olympischen Spielen war der vierte Platz über 500 Meter bei den Spielen 1988 in Calgary. Angela Hauck ist mit dem ehemaligen Handballnationalspieler Stephan Hauck verheiratet. Sie haben einen Sohn.
1986 wurde sie in der DDR mit dem Vaterländischen Verdienstorden in Silber ausgezeichnet.